# Timokracja
Timokracja (gr. τιμοκρατία, od τιμή 'honor, wartość, cześć, szacunek' i κράτος siła, władza) – typ ustroju politycznego. Słowo timokracja posiada różne znaczenia, wywodzące się ze znaczeń greckiego źródłosłowu. Dlatego też w literaturze nie ma zgody, co do interpretacji tego pojęcia.

## Timokracja Platona
Pierwotna wersja, opisana przez Platona, to opierająca się na ideach Sokratesa władza ludzi kierujących się honorem. Inaczej mówiąc miały być to rządy "najdzielniejszych". W swoim dialogu Państwo Platon opisał cztery nieidealne społeczeństwa (timokrację, oligarchię, demokrację oraz tyranię), z których timokracja jest najbliższa ideałowi (królestwu filozofów), kolejne zaś etapy degeneracji prowadzą ku coraz gorszym formom rządów, czyli demokracji i tyranii. Timokracja według Platona miała być ustrojem wojowników – podobnie jak w Sparcie. Jej wadą było to, iż rządzący – żołnierze kierowali się nie rozsądkiem a żądzą zaszczytów, sławy i ambicją. Prowadzić miała do oligarchii.

## Timokracja Arystotelesa
Inne znaczenie timokracji wywodzi się z prac ucznia Platona - Arystotelesa, który dzielił ustroje na prawe (dobre) i nieprawe (złe). Rozumienie timokracji przez niego budzi jednak wątpliwości badaczy.
Sam Arystoteles pisał zresztą w sposób niejasny:
"Istnieją trzy rodzaje ustrojów państwowych i takaż liczba ich zwyrodnień, jakby form wynaturzonych. A mianowicie istnieją następujące ustroje państwowe: królestwo i arystokracja, i trzecia forma, oparta na ocenie [własności], którą nazwać należałoby timokracją, przeważnie jednak zwykło się ją nazywać politeją. Spomiędzy tych ustrojów najlepszym jest królestwo, najgorszym - timokracja. Zwyrodnieniem królestwa jest tyrania. [...] Arystokracja natomiast wyradza się w oligarchię (...). [...] Od timokracji droga prowadzi do demokracji, gdyż te dwa ustroje graniczą niejako ze sobą; bo i timokracja chce opierać się na większości i wszyscy, których majątek osiąga pewną miarę, są w niej sobie równi. Demokracja jest najmniej zła, jako że niedaleko odbiega od politei. [...] Timokrację przypomina stosunek między braćmi, gdyż są sobie równi, jeśli pominąć zachodzące pomiędzy nimi różnice wieku; toteż jeśli różnica wieku jest zbyt wielka, przyjaźń ich traci charakter braterskiej.
Zdaniem Marii Szyszkowskiej Arystoteles dzieląc ustroje na "prawe" i "nieprawe", jako "prawe" wyróżnił:
- monarchię
- arystokrację
- politeę

Z kolei jako nieprawe:
- tyranię
- oligarchię
- timokrację (jako zwyrodniałą formę politei)[3].

Jednakże ani Lech Dubel, ani Andrzej Sylwestrzak omawiając doktrynę Arystotelesa nie wspominają o tym, jakoby wyróżnił on timokrację jako oddzielny ustrój. Dlatego też, jeśli tak zinterpretujemy Arystotelesa, iż zaliczymy timokrację do arystokracji, to timokracja będzie ustrojem właściwym.
Wydaje się, iż słownikowe ujęcie timokracji nawiązuje do słów Arystotelesa o majątku. Greckie "time" to "oszacowanie" (por. łac. aestimatum) a "kratos" to "władza". Stąd też timokrację rozumiano jako formę rządów, polegającą na sprawowaniu władzy przez najbogatszych. Por. plutokracja.